# Hugo Boss
Denna artikel handlar om modehuset Hugo Boss. Se Hugo Ferdinand Boss för grundaren och Joe Lycett för ståuppkomikern som bytt namn till Hugo Boss.

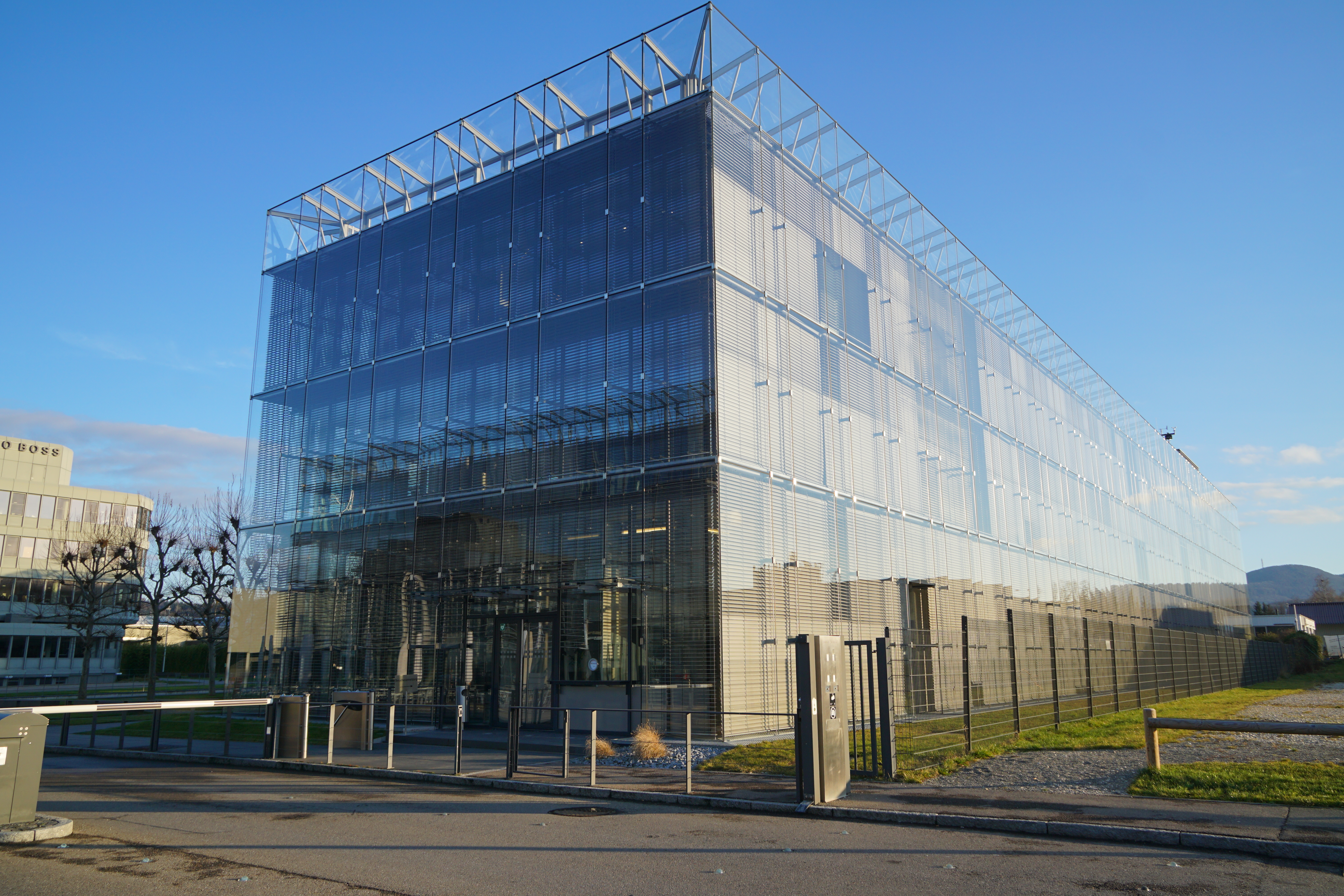
Huvudkontoret i Metzingen, Tyskland.

Hugo Boss är ett tyskt klädmärke och modehus med inriktning på herrkollektioner. Huvudkontoret är beläget i Metzingen i Tyskland. Hugo Boss är en av de större tillverkarna av herrkostymer, men har även dam- och barnkollektioner. Därtill har man lanserat parfymer, som sedan 2016 licenstillverkas av Coty(en).  Modehuset är även känd sponsor inom bland annat fotboll, segling och golf. VD sedan 2016 är Mark Langer.  Det blev 2020 känt att Daniel Greider övertar som verkställande direktör i juni 2021. Hugo Boss har (2019) 1,113 butiker runt om i världen.

## Historia
Hugo Boss grundades av Hugo Ferdinand Boss i Metzingen 1924 men gick i konkurs 1930. Det återstartades 1931 och blev leverantör till nazistregimen. Under 1930-talet leddes företaget av personer som stödde nazistregimen öppet och företaget levererade uniformer till SA, SS, Wehrmacht och Hitlerjugend. Under andra världskriget utnyttjade företaget tvångsarbetare från Väst- och Östeuropa. År 2000 gick företaget med i den stiftelse som det tyska näringslivet instiftat för att ersätta tvångsarbetare.

## Varumärken
Hugo Boss säljer kläder under följande märken:
- BOSS (Inriktning skräddat och sportkläder, barn, dam och herr)
- HUGO (Inriktning trend, dam och herr)

### Tidigare märken
Samtliga varumärken är sammanslagna med BOSS.
- BOSS Green (sportkläder)
- BOSS Selection (exklusiv kollektion)
- BOSS Orange (urbant mode)

### Designer
- Boss Man: Kevin Lobo (2009–2014), Ingo Wilts (2005–2009), Lothar Reiff (1977–2005)
- Boss Woman: Eyan Allen (2011-), Karin Busnel (2008–), Graeme Black (2009–), Marta Szymendera, Ingo Wilts (2005–2009), Lothar Reiff (2002–2005), Natalie Acatrini (2002–2005), Caterina Salvador (2001–2002), Kathrin Hüsgen (1999–2006), Grit Seymour (1999–2001)
- År 2014-2015 Designer Jason Wu Boss Woman.[8]